# Московське училище живопису, скульптури та зодчества
Московське училище живопису, скульптури та зодчества, скорочено МУЖСЗ (рос. Моско́вское учи́лище жи́вописи, вая́ния и зо́дчества (МУЖВЗ) — один із провідних мистецьких навчальних закладів Російської імперії заснований 1830 року. Після 1918 року перейменовано у Вищі художньо-технічні майстерні (рос. ВХУТЕМАС).

## Історія
1830 року група художників-аматорів і професійних живописців, Олексія та Василя Добровських, Івана Дурнова, за сприяння князя Дмитра Голіцина заснували в Москві творчий гурток «Натурний клас» (клас малювання з натури) на вулиці Великій Нікітській (рос. Большая Никитская). 1834 року гурток перейменували в «Художній клас».  
1843 року на базі творчого гуртка заснували «Училище живопису та скульптури» (рос. Училище живописи и ваяния) Московського художнього товариства. Від 1844 року училище розміщувалось у будинку Юшкова.  
1865 року до нього приєднали Московське царське архітектурне училище (рос. Московское дворцовое архитектурное училище), яке належало до Московської царської канцелярії (рос. Московская дворцовая контора). Об'єднані навчальні заклади реорганізували в Московське училище живопису, ліплення та архітектури. Після цього училище фактично отримало такий самий статус, що й випускники Петербурзької Академії мистецтв. 
1896 року училище набуло статусу вищого навчального закладу з відділеннями: загальноосвітнім, архітектурним і художнім, який очолив князь Олексій Євгенович Львов. Від 1915 року училище перебувало під відомством Міністерства торгівлі і промисловості Російської імперії.
Після революції, 1918 року училище перейменували в Другі державні вільні художні майстерні. Пізніше майстерні були реорганізовані в Московський художній інститут імені В.Сурікова й Московський архітектурний інститут.
З 1987 року в колишньому будинку Юшкова розміщена Російська академія живопису, скульптури і зодчества Іллі Глазунова. Один із старих корпусів училища було знесено в жовтні 2014.

## Особливості навчання
Курс навчання для живописців і скульпторів тривав 8 років,  для архітекторів — 10 років.  Випускники архітектурного відділення отримували звання художника архітектури.  
Студенти нагороджені Малою срібною медаллю отримували звання некласного художника архітектури, Великою срібною медаллю — класного художника архітектури.  
Із 1909 року статус архітектурного відділення училища підвищили й випускникам присвоєно звання архітектора. 

## Випускники Московського училища живопису, скульптури й зодчества
- Андрєєв Володимир Іванович
- Аракелян Седрак Аракелович
- Аршинов Микола Миколайович
- Бабічев Олексій Васильович
- Бакшеєв Василь Миколайович
- Барков Василь Васильович
- Барков Семен Васильович
- Барютин Іван Тимофійович
- Батюков Ісаак Полієвктович
- Бауер Євген Францевич
- Башкіров Василь Миколайович
- Беген Петро Густавович
- Максименко Тарас Микитович

## Викладачі Московського училища живопису, скульптури й зодчества
- Архипов Абрам Юхимович
- Богданович-Дворжецький Фома Осипович
- Браїловський Леонід Михайлович
- Биковський Костянтин Михайлович
- Васильєв Єгор Якович
- Волнухін Сергій Михайлович
- Зарянко Сергій Костянтинович
- Саврасов Олексій Кіндратович
- Сєров Валентин Олександрович
- Трутовський Костянтин Олександрович
- Щусєв Олексій Вікторович